# منشأة جناكليس
قرية منشاة جناكليس هي إحدى القرى التابعة لمركز أبو المطامير في محافظة البحيرة في جمهورية مصر العربية. حسب إحصاءات سنة 2006، بلغ إجمالي السكان في منشاة جناكليس 21675 نسمة، منهم 10758 رجل و10917 امرأة.